# Приключенията на Бриско Каунти младши
„Приключенията на Бриско Каунти младши“ (на английски: The Adventures of Brisco County, Jr.) e телевизионен уестърн с научнофантастични елементи, развиващ се през 90-те години на 19 век.
Главната роля се изпълнява от Брус Кембъл. Сериалът е сред малкото уестърни, които се излъчват през 90-те години на XX век.

## „Приключенията на Бриско Каунти младши“ в България
В България сериалът е излъчен за пръв път по Ефир 2 през януари 1996 г., дублиран на български. В дублажа участват артистите Силви Стоицов и Калин Сърменов.
На 14 декември 2008 г. започва повторно излъчване по Диема, всяка събота и неделя от 13:30 с повторение на следващия ден от 02:30, като дублажът е записан наново. От 10 януари 2009 г. се излъчва от 13:00. Последният епизод е излъчен на 21 март. На 29 декември 2009 г. започна отново, всеки делничен ден от 16:30 с повторение от 09:00 и приключва на 3 февруари 2010 г. Ролите се озвучават от артистите Христина Ибришимова, Николай Николов, Здравко Методиев, Димитър Иванчев и Христо Узунов.
На 14 юли 2010 г. започва повторно по PRO.BG, всеки делник от 17:55 с повторение на следващия ден от 06:10, а от 3 август от 10:00. Заглавието на сериала в първи епизод е преведено „Приключенията на Бриско“, а от втори се съобщава пълното. Дублажът е на Имидж Продакшън. Ролите се озвучават от артистите Ирина Маринова, Александър Воронов, Камен Асенов, Емил Емилов от втори епизод, Станислав Пеев и Станислав Димитров.